# Amr Waked
Amr Waked (árabe egipcio: عمرو واكد; nacido el 12 de abril de 1973) es un actor de cine, televisión y teatro. Es conocido por el público internacional y en Hollywood por su papel en la película de 2005 Syriana. Otras destacadas interpretaciones incluyen a un jeque yemení llamado Muhammad en Pesca del Salmón en el Yemen, Pierre Del Río en Lucy, del director Luc Besson, y el papel de Ibn al-Jatib en el documental Los constructores de la Alhambra, de la directora Isabel Fernández.

## Biografía
Waked nació el 12 de abril de 1973 en El Cairo, Egipto. Está graduado por la Universidad Americana de El Cairo. Realizó teatro desde 1992 al 2002. En un principio, solo era un actor irregular, trabajando en su momento como corredor de bolsa, antes de finalmente dedicarse a su carrera como actor. Waked se unió a las protestas de Egipto en contra del gobierno en 2011 y también se unió a las protestas de junio de 2013 en Egipto contra Mohamed Morsi.

## Carrera
Su primer papel importante fue en Ashab wallah business (2002) (somos amigos o solo un negocio), en el que retrató el papel de "Gehad" tan bien que muchos espectadores salieron de las salas de cine al creer que era en realidad un actor palestino, en lugar de uno egipcio. Su primer papel protagonista fue como Ahmed en Deil el Samaka (La cola del Pez) de 2003, y en 2005 trabajó junto a George Clooney en la película Syriana, por lo que en 2006 ganó un "Premio Especial para los árabes en el Cine Internacional' en el Festival Internacional de Cine de El Cairo. Waked se unió al elenco de la serie de televisión egipcia "Lahazat Harega" ("Momentos Críticos") en 2007, participando en 32 episodios de la primera temporada.
En 2008, se unió al elenco de la serie de televisión de BBC/HBO House of Saddam para interpretar al yerno de Saddam Hussein, Hussein Kamel. Debido a que el rol de Saddam Hussein fue interpretato por el actor Israelí Yigal Naor, Waked enfrentó un castigo por parte de la Unión de Actores de Egipto, que se oponían a la normalización de relaciones con Israel. El sindicato amenazó con prohibir que todos sus proyectos futuros en Egipto.
En 2009, fue coanfitrión de la 33.ª edición del Festival Internacional de Cine de El Cairo, y en 2010 volvió a unirse al elenco de Lahazat Harega. Se unió a las estrellas de Hollywood Matt Damon, Jude Law, Kate Winslet, y Gwyneth Paltrow en la película de 2011, Contagio y coprotagonizó en la película Británica" la Pesca del Salmón en el Yemen con Emily Blunt, Ewan McGregor, y Kristin Scott Thomas. También coprotagonizó en Lucy junto a Morgan Freeman y Scarlett Johansson.
En enero de 2023, Waked participó junto a la directora Isabel Fernández en una mesa redonda celebrada en la sede de Casa Árabe en Madrid con motivo de la proyección de la película Los constructores de la Alhambra, en la que participa en el papel de Ibn al-Jatib.

## Filmografía

### Películas
| Año  | Título                                                 | Papel          | Notas |
| ---- | ------------------------------------------------------ | -------------- | ----- |
| 1999 | Gannat al shayateen (El Paraíso de los Ángeles Caídos) | Nona           |       |
| 2001 | Li li                                                  | Jeque Abdel Al |       |
| 2001 | Ashab wala business (Somos amigos o solo un negocio )  | Gihad          |       |
| 2003 | men nazret ain (A Primera Vista)                       | Akram          |       |
| 2003 | Dail el samakah(La Cola del Pez)                       | Ahmed          |       |
| 2003 | Sahar el layaly                                        |                | (Voz) |
| 2004 | Ahla al awkat (Mejores Momentos)                       | Hisham         |       |
| 2004 | Khalty Faransa ( Mi tía Francia)                       | Yousif         |       |
| 2004 | Tito                                                   | Faris          |       |
| 2004 | Sib wana Aseeb (Suelta y te suelta)                    | Kariem         |       |
| 2005 | Kalam vil vitrocerámica(Hablando de amor)              | Hassan         |       |
| 2005 | La presa de el ghazal (La Gacela de la Sangre)         | Atef           |       |
| 2005 | Syriana                                                |                |       |
| 2008 | Genenet al asmak (El Acuario)                          | Yousif El nady |       |
| 2009 | Ibrahim labyad (Ibrahim el blanco)                     | Ashry          |       |
| 2009 | El viajero                                             |                |       |
| 2009 | Al-Gondorji (El Zapatero)                              | Saber          |       |
| 2010 | Il padre e lo straniero (el padre y el extranjero)     | Walid          |       |
| 2010 | Alf Leila Nos Leila (Las Mil y una Noches)             | Meg Windermere |       |
| 2011 | El contagio                                            | Rafik          |       |
| 2012 | La Pesca del salmón en el Yemen                        |                |       |
| 2012 | Invierno de su Descontento                             | Amr            |       |
| 2014 | El Ott (El gato)                                       |                |       |
| 2014 | Lucy                                                   | Pierre Del Río |       |
| 2014 | Colt 45                                                | Barón          |       |
| 2014 | El Azul Mauricio                                       |                |       |
| 2017 | Geostorm                                               | Dussette       |       |

### Series
| Año  | Título | Papel                           | Notas |
| ---- | ------ | ------------------------------- | ----- |
| 2020 | El Cid | Sultán de Zaragoza Al-Mulqtadir |       |